# Gossens
Gossens era un municipio en el Distrito de Yverdon del Cantón de Vaud en Suiza. Se fusionó con su vecino Donneloye el 1 de enero de 2008.
Está situado en la carretera principal entre Yverdon y Moudon. Su economía es mayoritariamente agrícola.